# Pasar Merah Barat
Pasar Merah Barat is een bestuurslaag in het regentschap Medan van de provincie Noord-Sumatra, Indonesië. Pasar Merah Barat telt 3034 inwoners (volkstelling 2010).